# Ki mit tud? (1962)
A Ki mit tud? Magyar Televízió kulturális tehetségkutató műsorának első kiadása, amelyet 1962. február 13 és június 24 között sugároztak és a döntőjét a Jégszínházban, a Magyar Jégrevű Istvánmezei úti színházépületében rendezték meg.
A műsort Horváth Győző vezette. A zsűriben helyet foglalt Sulyok Mária színésznő, Rábai Miklós koreográfus, Várkonyi Zoltán színész-rendező, Kerekes János Magyar Állami Operaház karnagya és Szabó Béla KISZ Intézőbizottságának tagja, aki a zsűri elnöke is volt.
A győztesek között olyan későbbi ismert előadók szerepeltek, mint például Bakacsi Béla énekes vagy Gloviczki Péter bűvész (később nemzetközileg elismert érsebész). Itt tűnt fel Hacki Tamás füttyművész (később fül-orr-gégész és egyetemi tanár), Angyal János humorista,Koncz Zsuzsa előadóművész, Benkó Sándor és zenekara, illetve az ekkor még csak 14 éves Kern András (később elismert színművész) paródiaszámával.

## Az évad áttekintése
|                                                                                               | Produkciók száma | Fellépők száma |
| --------------------------------------------------------------------------------------------- | ---------------- | -------------- |
| Az első adás előtt                                                                            | 309              | 517            |
| Az első adás után                                                                             | 521              | 1322           |
| A második adás után                                                                           | 1320             | 2995           |
| A harmadik adás után                                                                          | 1952             | 4887           |
| A negyedik adás után bejelentették, hogy további jelentkezők meghallgatását már nem vállalják |                  |                |

| Ki mit tud? adásai | A nézői szavazatok száma |
| ------------------ | ------------------------ |
| 1. adás            | 898                      |
| 2. adás            | 1099                     |
| 3. adás            | 1652                     |
| 4. adás            | 1677                     |
| 5. adás            | 2425                     |
| 6. adás            | 4812                     |
| 7. adás            | 6710                     |
| 8. adás            | 10 412                   |
| Összesen           | 29 685                   |

A Magyar Televízió és a Kommunista Ifjúsági Szövetség által szervezett ifjúsági vetélkedő nyolc selejtezőből, két elődöntőből és egy döntőből állt. A selejtezőkből nyolc versenyzőt egyből a döntőbe juttathatott a közönség.
Az első kiírásban még nem voltak külön műfaji kategóriák, csupán egyéni versenyzők és együttesek. Itt jelent meg a döntőben a műsor színpadán egy vasúti személykocsikat megformáló díszlet (az ikonikus Ki mit tud?-os vonat), amelybe öt fő ülhetett bele (képviselve a három egyéni és a két együttes kategória versenyzőit). Az ötödik versenyszámot követően ha ugyanabban a kategóriában a zsűri jobbnak ítélt egy újabb versenyzőt, akkor ők helyet cseréltek, és a korábbi első „kiesett a vonatból”.
Az egyéni nyerteseknél az első díj részvétel volt a magyar delegációval az abban az évben tartott Világifjúsági Találkozón Helsinkiben. A két nyertes együttesnél az egyik első díj egy 19 napos Szovjetunióbeli körutazás, a másik pedig egy kéthetes balatoni táborozás.
Akik a vonatban maradtak a műsor végén: Bakacsi Béla (énekes), Gloviczki Péter (bűvész), Németh Imre (versmondó), Szilvai testvérek (klasszikus zene) és Borsodi Szénbányászati Tröszt tánczenekara (tánczene). A zsűri döntése nyomán a Szilvai testvérek a balatoni táborozást, a Borsodi tánczenekar a Szovjetunióbeli körutazást kapta meg.
A zsűri különdíját eredetileg Hacki Tamás és Angyal János kapta, akik egy-egy tíz és fél napos csehszlovákiai utazást nyertek. A döntő után a KISZ KB és a Ki mit tud? zsűrije a döntését megváltoztatva – és „a közönség kívánságát figyelembe véve” (sic!) – a három egyéni győztes mellett Hacki Tamás negyedikként utazhatott a helsinki VIT-re.
A többi döntős versenyző a Corvin Áruház, a Képcsarnok Vállalat és a dorogi Ki Mit Gyűjt Klub által felajánlott tárgynyeremények közül választhatott. A tárgynyereményekért a zsűri által megadott sorrendben mehettek: először a Koncz Zsuzsa-Gergely Ágnes páros (egy-egy asztali lámpát választottak), majd a Kern András-Pintér Tibor duó (fényképezőgépet választották). Bár a végső pontozás nem ismert, ezek alapján megállapíthatóak a végső helyezések.

### Döntő
Győztes |       Különdíjas
| Fellépési sorrend | Versenyzők                                                | Műfaj           | Helyezés   |
| ----------------- | --------------------------------------------------------- | --------------- | ---------- |
| 1                 | Nyerges Kálmán és tánczenekara                            | tánczene        | 18.        |
| 2                 | Cserdi Éva                                                | operaénekes     | 20.        |
| 3                 | Rácz Zoltán (tangóharmonika)                              | népzene         | 15.        |
| 4                 | Szőnyi Gyula                                              | vers            | 16.        |
| 5                 | Állatorvostudományi Főiskola Akkord-Vokál együttese       | ének            | 11.        |
| 6                 | Kern András és Pintér Gábor                               | paródia         | 9.         |
| 7                 | Hacki Tamás                                               | füttyművész     | Különdíjas |
| 8                 | Bánkúti testvérek                                         | néptánc         | 14.        |
| 9                 | Szűcs Ildikó                                              | vers            | 12.        |
| 10                | Műszaki Egyetem és a József Attila Gimnázium tánczenekara | tánczene        | 19.        |
| 11                | Angyal János                                              | paródia         | Különdíjas |
| 12                | Szél Katalin és Percze Miklós                             | népdal          | 21.        |
| 13                | Gloviczki Péter                                           | bűvész          | Győztes    |
| 14                | Turmix együttes                                           | klasszikus zene | 13.        |
| 15                | Gartner Ilona és Ricker Ferenc                            | artisták        | 10.        |
| 16                | Bakacsi Béla                                              | ének            | Győztes    |
| 17                | Szilvai testvérek                                         | klasszikus zene | Győztes    |
| 18                | Németh Imre                                               | vers            | Győztes    |
| 19                | Koncz Zsuzsa és Gergely Ágnes                             | ének            | 8.         |
| 20                | Chinoin Gyógyszeráru Gyár népi táncegyüttese              | néptánc         | 17.        |
| 21                | Borsodi Szénbányászati Tröszt tánczenekara                | tánczene        | Győztes    |

Megjegyzések
- A döntőbe került a Metro együttes is, de nem tudtak fellépni erősítőhiba miatt.[8]
- Hacki Tamás eredetileg különdíjat kapott, majd a műsor után mégis csatlakozhatott a helsinki VIT-es delegációhoz.

## Érdekességek
- Többek között a Szörényi Leventével és Szörényi Szabolccsal felálló Mediterrán együttes is szerepelt a Ki mit tud?-on, de csak az elődöntőig jutottak.[9]
- A műsorvezető a Koncz–Gergely duóra a döntőben Gézengúzokként hivatkozott, mivel korábbi előadásukban ezt a számot adták elő. A döntőben meg is ismételték a dalt (Harsányi Béla–Brand István: Nagymami című dal után), de Ki mit tud?-ra aktualizált szöveggel.
- A közönség hangos nemtetszésének adott hangot, amikor Hacki Tamásnak át kellett adnia a helyét a vonatdíszletben.
- A Ki mit tud?-os döntőbeli könnyűzenei előadókkal egy albumot is kiadtak.[10] Bakacsi Béla által előadott Ave Maria-dal nem sokkal korábban már felvételre került egy másik előadóval. Ezért egy másik dalt (Johnny Tillotson: Poetry in Motion) énekelt fel az albumra.[3]
- A helsinki VIT-re utazás előtt – az akkori korszakra jellemzően a vasfüggönyön túli utazás miatt – eligazítást tartottak. Erről Bakacsi azt mondta:  „A mi Gyuri bácsink (Marosán György politikus, akkoriban Kádár János helyettese) ordítva tartott kiselőadást a „rothadó kapitalizmusról,” szigorúan megtiltva nekünk, hogy nyugatiakkal barátkozzunk. A társaságba be voltak építve természetesen az »elvtársak«, nagyjából tudtuk, hogy kit hova tehetünk. Jöttek velünk a Belügyminisztériumból is, de ezt akkoriban nem tekintettük különösebb szenzációnak, jóformán magától értetődő volt."[3]
- A Ki mit tud?-on a Benkó Dixieland Band még Műszaki Egyetem és a József Attila Gimnázium tánczenekara néven szerepelt.[11]
- A Csinibaba c. filmben a főszereplő a Ki Mit Tud? vetélkedő közben a színfalak mögött egy szabóba botlik, aki megkérdezi a főszereplőt: „ – Mész Helsinkibe, nem? Akkor te a Benkó Dixielandből vagy.” Valójában a Benkó Dixieland soha nem nyert Ki mit tud?-ot (három alkalommal végeztek kategóriájukban a második helyen).[12]